# Еретизм
Еретизм,  також відомий як erethismus mercurialis, хвороба божевільного Капелюшника або синдром божевільного Капелюшника, — це неврологічний розлад, який вражає всю центральну нервову систему, а також симптомокомплекс, що виникає внаслідок отруєння ртуттю.
Ознаки хвороби в поведінці людини можуть включати дратівливість, апатію, боязкість, сором'язливість, бажання уникати людей,неможливість сконцентруватись, депресію,безсоння. В крайніх випадках, синдром божевільного Капелюшника викликає тремор рук/обличчя/голови, анорексію, делірійта втрату пам'яті. Зазвичай, крайні прояви виникають при тривалому перебуванні під дією ртуті. Супутні фізичні проблеми можуть включати зниження фізичної сили, головний біль, загальний біль та тремор, а також нерегулярне серцебиття. Центральна нервова система, шлунково-кишковий тракт та нирки є найвразливішими до отруєння ртуттю, тому ниркова недостатність є характерною для отруєння ртуттю.
Оскільки хвороба впливає на поведінку людини та викликає бажання ізолюватись, особи,страждаючі від хвороби, мають проблеми з комунікацією та соціальною взаємодією.
Ртуть — це елемент, який зустрічається по всьому світу в ґрунті, гірських породах та воді. Люди, які страждають на еретизм, часто піддаються впливу ртуті через свою роботу. Деякі з видів робіт з підвищеним ризиком, які можуть призвести до професійного впливу ртуті на працівників, включають роботу на заводах з виробництва хлор-лугів, термометрів, склодувів або люмінесцентних ламп, а також роботу в будівництві, стоматологічних клініках або на золотих та срібних копальнях. У випадку видобутку корисних копалин, ртуть використовується в процесі очищення та повного вилучення дорогоцінних металів. Шахтарі Індонезії,Африки та Філіпін використовують меркурій для виділення золотої руди, наражаючи на небезпеку себе та свої кола спілкування на цілі покоління вперед. У стоматологічних клініках це відбувається, головним чином, шляхом їхньої взаємодії та встановлення зубних амальгам для лікування карієсу. Щодо пломб з амальгам велось багато бесід, але станом на сьогодення пломби рекомендується залишати, оскільки їх свердління може призвести до викиду ртуті в організм. На заводах працівники піддаються впливу ртуті переважно через базові продукти та процеси, що беруть участь у виробництві кінцевого продукту для споживача.
Деякі елементарні та хімічні форми ртуті (пара, метилртуть, неорганічна ртуть) є більш токсичними, ніж інші форми. Найбільш схильні до токсичного впливу ртуті людський плід та люди з медичними вадами (наприклад, пацієнти з проблемами легень або нирок).
Отруєння ртуттю може також статися поза межами професійного впливу, зокрема в побуті. Вдихання парів ртуті може виникати внаслідок культурних та релігійних ритуалів, коли ртуть посипають на підлогу будинку чи автомобіля, спалюють у свічці або змішують з парфумами. Через широке використання та громадське занепокоєння, ризик токсичності стоматологічної амальгами був вичерпно досліджений. Переконливо доведено, що це безпечно хоча у 2020 році FDA видало нові рекомендації для груп ризику, яким слід уникати ртутної амальгами.
Історично це було поширеним явищем серед майстрів фетрових капелюхів в Англії, які тривалий час піддавалися впливу парів ртуті, яку вони використовували в розбавленому розчині нітратної кислоти для стабілізації та затвердіння вовни в процесі, що називається валянням, де волосся вирізали зі шкури тварини, такої як кролик. Промислові робітники зазнавали впливу парів ртуті, що й дало початок вислову «божевільний як капелюшник». Дехто вважає, що персонаж Божевільного Капелюшника з твору Льюїса Керролла «Аліса у Дивокраї» є прикладом людини з еретизмом, але походження цієї історії неясне. Персонаж майже напевно був заснований на Теофілусі Картері, ексцентричному торговцю меблями, добре відомому Керроллу.
Гострий вплив ртуті спричиняв ряд психотичних реакцій, таких як марення, галюцинації та суїцидальні схильності. Вплив вдома призвів до еретизм, при якому дратівливість, збудливість, надмірна сором'язливість та безсоння є основними ознаками широкого спектру функціональних порушень. При продовженні впливу розвивається дрібний тремор, який спочатку охоплює руки, а пізніше поширюється на повіки, губи та язик, викликаючи сильні м'язові спазми в найважчих випадках. Тремор відображається на почерку, який має характерний вигляд. У легших випадках еретизм і тремор повільно регресують протягом років після припинення впливу опромінення. Зафіксовано було також зниження швидкості нервової реакції у працівників, які зазнали впливу ртуті. Було виявлено, що тривалий вплив низьких рівнів пов'язаний з менш вираженими симптомами еретизму, що характеризуються втомою, дратівливістю, втратою пам'яті, яскравими сновидіннями та депресією (ВООЗ, 1976).
Buckell et al., Chronic Mercury Poisoning (1946)
Наслідки хронічного професійного впливу ртуті, такого, який зазвичай відчувають уражені капелюшники, включають сплутаність свідомості, емоційні розлади та м'язову слабкість. Також можуть виникнути серйозні неврологічні ураження та пошкодження нирок. Ознаки та симптоми можуть включати почервоніння пальців рук, ніг, щок, пітливість, втрату слуху, кровотечу з вух та рота, втрату придатків, таких як зуби, волосся та нігті, порушення координації, погану пам'ять, сором'язливість, безсоння, нервозність, тремор та запаморочення. Опитування серед американських капелюшників, які зазнали впливу цього явища, виявило переважно неврологічну симптоматику, включаючи інтенційний тремор. Після хронічного впливу парів ртуті у капелюшників розвивалися характерні психологічні риси, такі як патологічна сором'язливість та виражена дратівливість (див. рамку). Такі прояви серед капелюшників призвели до появи кількох популярних назв еретизм, зокрема «хвороба божевільного капелюшника», «синдром божевільного капелюшника», «тремтіння капелюшника» та «тремтіння Денбері».

## Біомаркери впливу
Хоча в минулому у капелюшників діагностували еретизм за їхніми симптомами, іноді було важче довести, що еретизм був результатом впливу ртуті, як показано у випадку капелюшників з Нью-Джерсі нижче. Сьогодні, хоча еретизм у капелюшній промисловості більше не є проблемою, він зберігається в інших професіях з високим рівнем ризику. В результаті були розроблені методи для точнішого вимірювання впливу ртуті на працівників. Вони включають збір та тестування рівня ртуті в крові, волоссі, нігтях та сечі. Більшість цих біомаркерів мають коротший період напіврозпаду ртуті (наприклад, у крові період напіврозпаду зазвичай становить лише близько 2–4 днів), що робить деякі з них кращими для тестування гострого впливу високих доз ртуті. Однак, ртуть у сечі має набагато довший період напіврозпаду (вимірюється тижнями або місяцями), і на відміну від інших біомаркерів, вона більш репрезентативна щодо загального навантаження організму неорганічною та елементарною ртуттю. Це робить його ідеальним біомаркером для вимірювання професійного впливу ртуті, оскільки він підходить для вимірювання низького, хронічного впливу, а саме впливу неорганічної та елементарної ртуті (тобто парів ртуті), які є двома типами, що найчастіше зустрічаються на роботі з підвищеним ризиком.

## Історія серед капелюшників

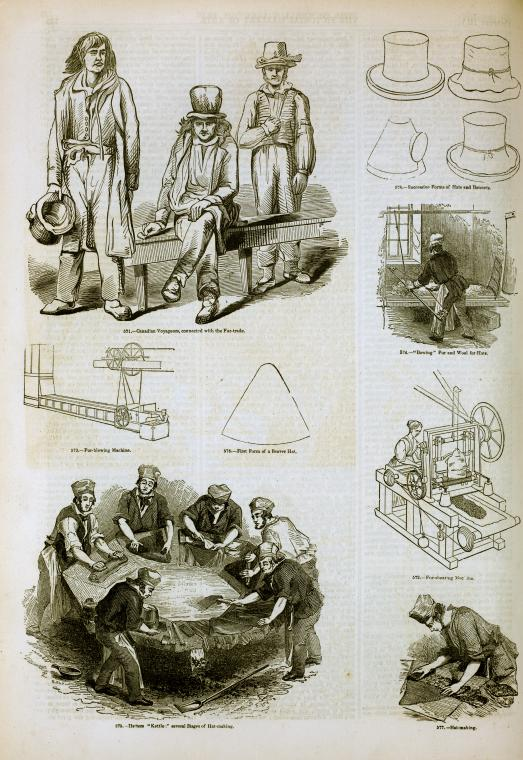
Деякі етапи виготовлення фетрових капелюхів проілюстровано на цьому зображенні 1858 року.

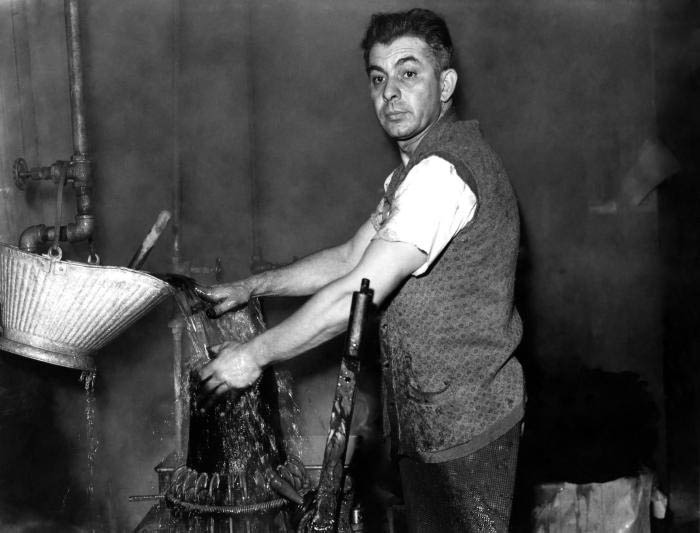
Чоловік працює на виробництві капелюхів без захисного спорядження, що наражає його на ризик отруєння ртуттю

Особливо у 19 столітті неорганічна ртуть у формі нітрату ртуті широко використовувалася у виробництві фетру для капелюхів. Під час процесу, який називається морквяним шкіруванням, коли хутро дрібних тварин, таких як кролики, зайці або бобри, виривали з шкір та сплітали разом, а як розгладжуючий агент використовували розчин помаранчевого кольору, що містив нітрат ртуті. Отриманий фетр потім неодноразово формували у великі конуси, стискали в окропі та сушили. У оброблених повстях повільна реакція вивільняла летку вільну ртуть. Капелюшники (або модистки), які контактували з парами просоченого фетру, часто працювали в закритому просторі, що наражало їх та їхні кола спілкування на небезпеку.
Вважається, що використання ртуті у виробництві капелюхів було започаткавона гугенотами у Франції XVII століття, у той час, коли небезпека впливу ртуті була вже відома. Спочатку цей процес тримався в комерційній таємниці у Франції, де виготовлення капелюхів швидко стало небезпечним заняттям. Наприкінці XVII століття гугеноти перенесли таємницю до Англії після скасування Нантського едикту. У вікторіанську епоху нездужання капелюшників стало прислів'ям, що відображено в популярних виразах, таких як " божевільний як капелюшник " (див. нижче) та «тремтіння капелюшника».
Перший опис симптомів отруєння ртуттю серед капелюшників, ймовірно, був зроблений у Санкт-Петербурзі, Росія, у 1829 році У Сполучених Штатах у 1860 році Аддісон Фрімен опублікував детальний опис професійної діяльності, пов'язаної з отруєнням ртуттю серед капелюшників Нью-Джерсі.  У остаточному клінічному описі отруєння ртуттю, опублікованому Адольфом Куссмаулем у 1861 році, містилися лише побіжні згадки про капелюшників, зокрема випадок, вперше описаний у 1845 році, коли 15-річна паризька дівчина через сильний тремор після двох років шкірування почала лікуватися опіумом . У Великій Британії токсиколог Альфред Свейн Тейлор повідомив про випадок захворювання у капелюшника у 1864 році.
У 1869 році Французька медична академія продемонструвала небезпеку для здоров'я, яку становлять виробники капелюхів. Альтернативи використанню ртуті у виробництві капелюхів стали доступними до 1874 року. У Сполучених Штатах у 1888 році було запатентовано процес на основі гідрохлориду, щоб уникнути використання ртуті, але його проігнорували.Виготовлення капелюхів з використанням шкірування легально продовжувалось аж до 1941 року, попри всі протести робітників, які виявили покращення їх стану здоров'я після припинення роботи з меркурієм.
У 1898 році у Франції було прийнято закон про захист капелюшників від ризиків впливу ртуті. На початку 20-го століття отруєння ртуттю серед британських капелюшників стало рідкістю.

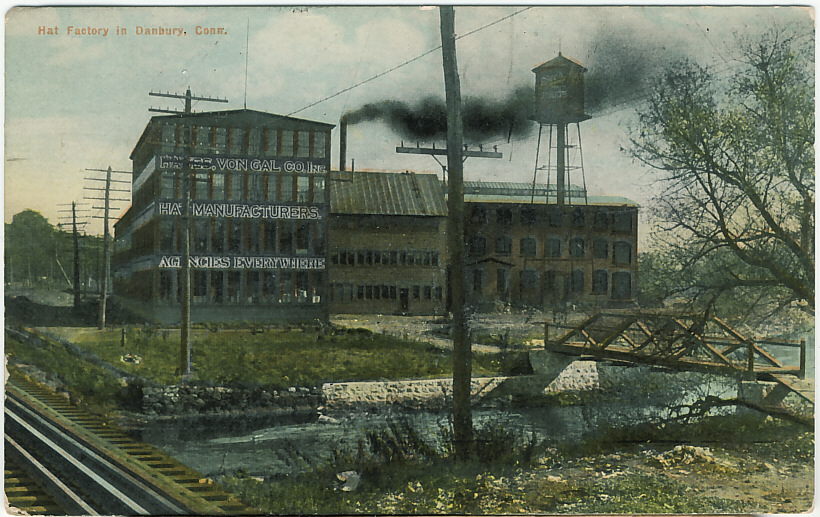
Листівка із зображенням капелюшної фабрики в Денбері (штемпель 1911 року)

У Сполучених Штатах процес на основі ртуті продовжував застосовуватися аж до 1941 року, коли від нього відмовилися, головним чином через потребу в цьому важкому металі для виробництва детонаторів під час війни.  Таким чином, протягом більшої частини 20-го століття отруєння ртуттю залишалося поширеним явищем у американській капелюшній промисловості, зокрема в тих, що розташовані в Денбері, штат Коннектикут (що й дало початок виразу «Денберійські коктейлі»).
Ще одну когорту постраждалих капелюшників 20-го століття було досліджено в Тоскані, Італія.

### Капелюшники Нью-Джерсі
Досвід капелюшників у Нью-Джерсі добре задокументований та був розглянутий Річардом Відіном. У 1860 році, в той час, коли виробництво капелюшків у таких містах, як Ньюарк, Орандж та Блумфілд, швидко розвивалося, лікар з Оранджа на ім'я Дж. Аддісон Фрімен опублікував статтю під назвою «Ртутна хвороба серед капелюшників» у журналі «Праці медичного товариства Нью-Джерсі». Ця новаторська стаття надала клінічний опис наслідків хронічного отруєння ртуттю серед робочої сили, а також професійний опис використання нітрату ртуті під час шкіряного оброблення та вдихання парів ртуті на подальших етапах процесу (під час оздоблення, формування та калібрування). Фрімен дійшов висновку, що «належна турбота про здоров'я цього класу громадян вимагає, щоб ртуть не використовувалася так широко у виробництві капелюхів, а якщо її використання є необхідним, то кімната для майстрів з обробки капелюхів має бути великою, з високою стелею та добре провітрюваною». Заклик Фрімена до профілактики залишився непоміченим.
У 1878 році інспекція 25 фірм навколо Ньюарка, проведена доктором Л. Деннісом від імені Медичного товариства округу Ессекс, виявила «ртутну хворобу» у 25 % з 1589 капелюшників. Денніс визнав, що цей показник поширеності, ймовірно, був заниженим, враховуючи страх працівників бути звільненими, якщо вони зізнаються у хворобі. Хоча Денніс і рекомендував використовувати вентилятори на робочому місці, він пояснював більшість проблем зі здоров'ям капелюшників надмірним вживанням алкоголю (використовуючи таким чином стигму пияцтва серед переважно іммігрантської робочої сили, щоб виправдати антисанітарні умови праці, що забезпечуються роботодавцями).
Bishop, Annual Report of the Bureau of Statistics of Labor and Industries of New Jersey (1890)
Деякі добровільні скорочення впливу ртуті були запроваджені після того, як у 1883 році Лоуренс Т. Фелл, колишній капелюшник- підмайстер з Оранджа, який став успішним виробником, був призначений інспектором фабрик. Наприкінці дев'ятнадцятого століття нагальною проблемою охорони здоров'я серед капелюшників був туберкульоз. Ця смертельна заразна хвороба була поширена у вкрай негігієнічних, вологих та задушливих закритих приміщеннях, де і працювали капелюшники (у своєму щорічному звіті за 1889 рік Бюро праці та промисловості Нью-Джерсі висловило недовіру до умов — див. рамку). Дві третини зареєстрованих смертей капелюшників у Ньюарку та Оранджі між 1873 і 1876 роками були спричинені захворюваннями легень, найчастіше у чоловіків віком до 30 років, а підвищений рівень смертності від туберкульозу зберігався і в ХХ столітті. Як наслідок, кампанії громадського здоров'я, спрямовані на запобігання поширенню туберкульозу від капелюшників до ширшої спільноти, як правило, уникали проблему отруєння ртуттю, хоча багатьом було відомо про можливе отруєння. Наприклад, у 1886 році Дж. В. Стіклер, працюючи від імені Ради охорони здоров'я Нью-Джерсі, пропагував профілактику туберкульозу серед капелюшників, але вважав меркуріалізм(ртутну хворобу) «рідкісним», незважаючи на повідомлення про тремор у 15–50 % опитаних ним працівників.
Хоча капелюшники, здавалося, розглядали тремор як неминучу ціну за свою роботу, а не як хворобу, якій можна було легко запобігти, їхні роботодавці заявляли про відсутність проблеми. У 1901 році в опитуванні 11 роботодавців понад 1 тисячі капелюшників у Ньюарку та Оранджі голова Бюро статистики Нью-Джерсі Вільям Стейнсбі виявив брак обізнаності про будь-які захворювання, властиві капелюшникам, окрім туберкульозу та ревматизму (хоча один роботодавець зазначив, що «робота в цій галузі розвиває надмірну тягу до міцних напоїв»). 
До 1934 року Служба охорони здоров'я США підрахувала, що 80 % американських виробників фетру мали ртутний тремор. Тим не менш, профспілкові кампанії (очолювані Асоціацією виробників капелюхів США, спочатку заснованою в 1854 році) ніколи не розглядали це питання, і, на відміну від Франції, у Сполучених Штатах так і не було прийнято жодного відповідного законодавства. Натомість, схоже, що саме потреба в ртуті у воєнних зусиллях зрештою призвела до припинення використання нітрату ртуті у виробництві капелюхів у США; на зустрічі, скликаній Службою охорони здоров'я США у 1941 році, виробники добровільно погодилися застосувати легкодоступний альтернативний процес з використанням перекису водню.

### «Божевільний як капелюшник»

Хоча назва «Божевільного Капелюшника» Льюїса Керролла може містити алюзію на синдром капелюшників, сам персонаж, схоже, був заснований на ексцентричному торговцеві меблями.

Хоча вираз «божевільний як капелюшник» асоціювався з цим синдромом, походження цієї фрази невідоме.
Знаменитий персонаж Льюїса Керролла, Божевільний Капелюшник, у творі «Аліса в Країні Чудес» демонструє помітно ексцентричну поведінку, зокрема відкушує шматочок з чайної чашки. Керролл був знайомий з явищем деменції серед капелюшників, але вважається, що літературний персонаж безпосередньо натхненний Теофілусом Картером, ексцентричним торговцем меблями, у якого не було ознак отруєння ртуттю
Актор Джонні Депп сказав про своє зображення Божевільного Капелюшника з морквяно-рудим волоссям у фільмі Тіма Бертона 2010 року «Аліса в Країні Чудес», що персонаж «був отруєний… і отрута виходила через його волосся, нігті та очі».